# Porotrichum substriatum
Porotrichum substriatum là một loài Rêu trong họ Neckeraceae. Loài này được (Hampe) Mitt. miêu tả khoa học đầu tiên năm 1869.